# 一畑寺
一畑寺（いちばたじ）は、島根県出雲市小境町にある仏教寺院。山号は醫王山（いおうざん）。宗派は臨済宗妙心寺派で、一畑薬師教団の総本山である。一畑薬師とも呼ばれ、「目のお薬師様」として知られる。

## 歴史
縁起によれば、寛平6年（894年）、漁師の与市（のち出家して「補然」と称する）が、海中から引き上げた薬師如来像を本尊とし、医王寺として創建したという。天台宗に属したが、正中2年（1325年）に石雲本竺が臨済宗南禅寺派寺院として再興し、寺号を成徳寺と改めた。承応2年（1653年）には一畑寺に改名。寛政2年（1790年）、妙心寺派に転属した。
1953年（昭和28年）、宗教法人一畑薬師教団が設立され、一畑寺が総本山となっている。日本各地に約50の分院がある。

## 伽藍
- 薬師本堂（1890年再建）[3]
- 観音堂（1938年建立）[4]
- 八万四千仏堂
- 法堂（1809年建立）[5]
- 書院（1813年建造）[6]
- 東陽坊
- 鐘楼堂（1936年建立）[4]
- 守礼堂
- 仁王門
- 開基堂

寺は島根半島の山中にあり、宍道湖を見下ろせる。周辺は宍道湖北山県立自然公園西部地区に指定されている。境内には上記の伽藍のほか、宿坊「一畑山コテージ」があり、座禅体験などができる。

## 文化財

### 県指定

#### 絵画
- 紙本墨画著色書院障壁画（22面） - 文化12年（1815年）
- 絹本著色阿弥陀三尊像 - 高麗絵画

## 行事
- 1月1日 - 修正会
- 1月1日～1月16日 - 開運福引
- 1月8日 - 開運星まつり、交通安全祈願祭
- 2月8日 - 開基会
- 3月8日 - 人形供養祭
- 3月24日～3月28日 - 中国・普陀山参拝
- 4月4日～4月6日 - 坂東観音霊場巡拝
- 4月8日 - 春季大祭、花まつり
- 4月23日 - 出雲國神仏霊場巡拝
- 4月29日～5月8日 - 二歳児まつり 四歳児お礼まいり
- 6月8日 - 八万四千仏供養祭
- 6月18日 - お経を学ぶ会
- 7月15日 - 出雲國神仏霊場巡拝
- 7月22日～7月23日 - 右矢印夏季一泊坐禅会
- 8月8日 - 盆供養祭
- 8月18日～8月19日 - 右矢印夏休み子ども体験道場
- 9月2日 - 万灯祭、奉納一畑踊り
- 9月2日～9月3日 - 一畑薬師茶会
- 9月8日 - 秋季大祭、眼病・諸病平癒特別祈願祭
- 10月8日 - 報恩感謝祭
- 10月15日 - 出雲國神仏霊場巡拝
- 10月21日 - お経を学ぶ会
- 10月22日 - 赤浦参拝
- 10月29日 - 一畑薬師マラソン大会
- 11月8日 - めがね供養祭
- 11月5日～11月7日 - 右矢印中国観音霊場巡拝
- 12月2日～12月3日 - 右矢印冬季一泊坐禅会
- 12月8日 - 古札供養祭
- 12月31日 - 除夜の鐘

## 札所
- 出雲十大薬師霊場第1番
- 出雲國神仏霊場第3番
- 出雲観音霊場特別霊場
- 中国観音霊場第26番

## 住職
- 飯塚大幸（宗教法人一畑薬師教団管長）

## 所在地
- 〒691-0074：島根県出雲市小境町803番地

## 交通アクセス
- 一畑電車北松江線 一畑口駅から平田生活バスで約10分（運賃は大人200円）。
- 一畑電車北松江線 雲州平田駅から平田生活バスで約40分（運賃は大人200円、一畑口駅で乗り継ぎ）。

## 前後の札所
中国三十三観音霊場
25 鰐淵寺 -- 26 一畑寺 -- 27 雲樹寺

## 備考
水木しげるの『のんのんばあとオレ』の「のんのんばあ」は作品中にも一畑寺に参詣するエピソードが登場するなど一畑寺を信仰しており、その縁で2012年4月8日には「のんのんばあまつり」が開かれる。境内に「のんのんばあとしげる少年」と『ゲゲゲの鬼太郎』の「目玉のおやじ」（一畑寺が目の薬師であることに因む）のブロンズ像が建立された。